# Denis Corthay
Denis Corthay (25 agosto 2003) è uno sciatore alpino svizzero.

## Biografia
Specialista delle prove veloci attivo dall'ottobre del 2019, in Coppa Europa Corthay ha esordito il 29 novembre 2021 a Zinal in supergigante (35º) e ha conquistato il primo podio il 6 gennaio 2023 a Wengen nella medesima specialità (2º); non ha debuttato in Coppa del Mondo e non ha preso parte a rassegne olimpiche o iridate.

## Palmarès

### Coppa Europa
- Miglior piazzamento in classifica generale: 38º nel 2023
- 1 podio:
  - 1 secondo posto

### Campionati svizzeri
- 2 medaglie:
  - 2 ori (supergigante nel 2023; supergigante nel 2024)